# Marcelo Costa (futebolista)
Marcelo Pereira da Costa, mais conhecido como Marcelo Costa (Campinas do Sul, 24 de julho de 1980), é um ex-futebolista brasileiro que atuava como meia.[carece de fontes?]

## Carreira
Marcelo Costa começou a carreira no Juventude. Lá, jogou durante três anos, de 2000 a 2004; suas atuações chamaram a atenção do Nacional da Madeira, de Portugal, que o levou para a Europa em 2004.
Em 2005, Marcelo retornou ao futebol do Rio Grande do Sul, desta vez para defender o Grêmio por empréstimo de uma temporada.[carece de fontes?] No tricolor gaúcho, usou a camisa 10 e foi um dos jogadores importantes para a conquista do Campeonato Brasileiro da Série B de 2005 e a consequente subida de divisão.
Em junho de 2006, não teve seu contrato renovado, e regressou ao clube português. Semanas depois, já em julho, fechou contrato de três anos com o Palmeiras. Seu primeiro e único gol com a camisa palestrina foi no ano seguinte, em janeiro de 2007, ao fazer o gol da vitória sobre o Santo André pelo Campeonato Paulista daquele ano.
Em agosto de 2007, Marcelo Costa foi emprestado ao Juventude até o final do Campeonato Brasileiro.
Em março de 2008, Marcelo foi novamente emprestado pelo Palmeiras, desta vez, ao Ipatinga.[carece de fontes?] Ficou no clube mineiro até julho do mesmo ano, quando retornou ao Juventude, em novo empréstimo. Foi a terceira passagem do jogador pelo clube de Caxias do Sul.
Depois de atuar novamente pelo Juventude, o jogador retornou ao Palmeiras, onde ficou até o término do seu contrato, em julho de 2009.[carece de fontes?]
Em janeiro de 2010, se transferiu para o outro clube da Serra Gaúcha, o Caxias.
Em setembro do mesmo ano, assinou contrato com o Goiás. Pelo clube goiano, foi vice-campeão da Copa Sul-Americana de 2010. O clube esmeraldino anunciou sua saída em dezembro de 2011, após imbróglio a respeito da renovação de seu contrato.
No início de 2012, acertou contrato até o fim do ano com o São Caetano.
Em 2013, assinou com o Joinville, onde ficou até 2016. Um ano depois, assinou com o Paysandu.[carece de fontes?]

## Problemas de saúde e aposentadoria
Em maio de 2016, Marcelo Costa teve um mal-estar após um treinamento no Paysandu. Depois de exames feitos, foi diagnosticada uma insuficiência renal avançada, o que forçou o jogador a se aposentar.
Em setembro de 2021, Costa deu depoimento para a Fundação Pró-Rim, afirmando que em junho do ano anterior, após quatro anos fazendo hemodiálise, conseguiu realizar um transplante de rim, e que sonha em continuar trabalhando com o futebol.

## Títulos
Grêmio
- Campeonato Brasileiro de 2005 - Série B
- Campeonato Gaúcho de 2006

Joinville
- Copa Santa Catarina: 2013
- Campeonato Brasileiro de 2014 - Série B

Paysandu
- Taça Cidade de Belém: 2016
- Campeonato Paraense: 2016
- Copa Verde: 2016